# Црквине (Младеновац)
Црквине је насељено место у општини Младеновац. Према попису из 2022. било је 192 становника. Некада је припадао Стојнику Аранђеловачком. Налази се на 60 km од Београда на путу Младеновац—Топола. У селу је црква посвећена Светом пророку Илији из 19. века.

## Историја
Претпоставља се да је ту за време владавине деспота Стефана Лазаревића била црква. У порти цркве умро је Деспот Стефан Лазаревић. Према житију деспота Стефана Лазаревића, које је написао Константин Филозоф, овај српски владар је умро 19. јула 1427. године.
На месту где је деспот издахнуо његов пратилац Ђурађ Зубровић је одмах после смрти подигао камени обелиск од венчачког мермера који је сачуван до данашњих дана и на њему је читљив уклесан текст о том догађају.

## Демографија
У насељу Црквине живи 173 пунолетна становника, а просечна старост становништва износи 42,1 година (40,6 код мушкараца и 43,4 код жена). У насељу има 63 домаћинства, а просечан број чланова по домаћинству је 3,40.
Ово насеље је великим делом насељено Србима (према попису из 2002. године).
|  |

| Демографија | Демографија | Демографија |
| Година      | Становника  | Становника  |
| ----------- | ----------- | ----------- |
| 1948.       | 274         |             |
| 1953.       | 287         |             |
| 1961.       | 281         |             |
| 1971.       | 220         |             |
| 1981.       | 212         |             |
| 1991.       | 221         | 215         |
| 2002.       | 214         | 218         |

| Етнички састав према попису из 2002.‍ | Етнички састав према попису из 2002.‍ | Етнички састав према попису из 2002.‍ | Етнички састав према попису из 2002.‍ | Етнички састав према попису из 2002.‍ |
| ------------------------------------ | ------------------------------------ | ------------------------------------ | ------------------------------------ | ------------------------------------ |
|                                      |                                      |                                      |                                      |                                      |
| Срби                                 | Срби                                 |                                      | 212                                  | 99,06%                               |
| Немци                                | Немци                                |                                      | 1                                    | 0,46%                                |
| непознато                            | непознато                            |                                      | 1                                    | 0,46%                                |

| Година пописа     | 1948. | 1953. | 1961. | 1971. | 1981. | 1991. | 2002. |
| ----------------- | ----- | ----- | ----- | ----- | ----- | ----- | ----- |
| Број домаћинстава | 53    | 56    | 57    | 53    | 52    | 60    | 63    |

| Број чланова      | 1  | 2  | 3 | 4  | 5  | 6 | 7 | 8 | 9 | 10 и више | Просек |
| ----------------- | -- | -- | - | -- | -- | - | - | - | - | --------- | ------ |
| Број домаћинстава | 10 | 19 | 4 | 10 | 10 | 7 | 2 | 1 | 0 | 0         | 3,40   |

| Пол    | Укупно | Неожењен/Неудата | Ожењен/Удата | Удовац/Удовица | Разведен/Разведена | Непознато |
| ------ | ------ | ---------------- | ------------ | -------------- | ------------------ | --------- |
| Мушки  | 85     | 27               | 53           | 4              | 1                  | 0         |
| Женски | 95     | 15               | 57           | 21             | 2                  | 0         |
| УКУПНО | 180    | 42               | 110          | 25             | 3                  | 0         |

| Пол    | Укупно                    | Пољопривреда, лов и шумарство | Рибарство                            | Вађење руде и камена | Прерађивачка индустрија       |
| ------ | ------------------------- | ----------------------------- | ------------------------------------ | -------------------- | ----------------------------- |
| Мушки  | 55                        | 17                            | 0                                    | 0                    | 16                            |
| Женски | 37                        | 11                            | 0                                    | 0                    | 15                            |
| УКУПНО | 92                        | 28                            | 0                                    | 0                    | 31                            |
| Пол    | Производња и снабдевање   | Грађевинарство                | Трговина                             | Хотели и ресторани   | Саобраћај, складиштење и везе |
| Мушки  | 3                         | 1                             | 4                                    | 1                    | 8                             |
| Женски | 0                         | 0                             | 2                                    | 2                    | 0                             |
| УКУПНО | 3                         | 1                             | 6                                    | 3                    | 8                             |
| Пол    | Финансијско посредовање   | Некретнине                    | Државна управа и одбрана             | Образовање           | Здравствени и социјални рад   |
| Мушки  | 1                         | 0                             | 2                                    | 0                    | 1                             |
| Женски | 0                         | 2                             | 0                                    | 0                    | 4                             |
| УКУПНО | 1                         | 2                             | 2                                    | 0                    | 5                             |
| Пол    | Остале услужне активности | Приватна домаћинства          | Екстериторијалне организације и тела | Непознато            | Непознато                     |
| Мушки  | 1                         | 0                             | 0                                    | 0                    | 0                             |
| Женски | 1                         | 0                             | 0                                    | 0                    | 0                             |
| УКУПНО | 2                         | 0                             | 0                                    | 0                    | 0                             |